# Strigoderma vestita
Strigoderma vestita är en skalbaggsart som beskrevs av Hermann Burmeister 1844. Strigoderma vestita ingår i släktet Strigoderma och familjen Rutelidae. Inga underarter finns listade i Catalogue of Life.